# Stictocardia laxiflora
Stictocardia laxiflora är en vindeväxtart som först beskrevs av Bak., och fick sitt nu gällande namn av Hallier f. Stictocardia laxiflora ingår i släktet Stictocardia och familjen vindeväxter. Utöver nominatformen finns också underarten S. l. woodii.